# Cometa Leonard
C/2021 A1 (Leonard) o cometa Leonard és un cometa amb una trajectòria hiperbòlica, descobert per G. J. Leonard a l'Observatori Mount Lemmon el 3 de gener del 2021 (un any abans del periheli). Aquest és el primer cometa descobert el 2021. El 12 de desembre del 2021 el cometa va ser a una distància de 0,233 ua de la Terra i el 18 de desembre de 2021 a 0,0283 ua de Venus. S'espera que s'acoste més al Sol el 3 de gener del 2022. Els primers informes de la seua observació a ull nu van començar el 5 de desembre.